# M74 (天体)
座標:  01h 36m 41.772s, +15° 47′ 00.46″
M74 (NGC 628)、通称ファントム銀河(英: Phantom Galaxy) は、うお座にある渦巻銀河である。メシエ天体の中でも見えづらいものの一つである。

## 特徴
渦巻きの回転軸が太陽系を向いているフェイスオン銀河で、渦状腕の構造がはっきりと見える「グランドデザイン渦巻銀河 (英: grand design spiral galaxy)」の代表的なものの一つである。直径約95,000光年と天の川銀河とほぼ同じサイズを持つ。近くにある銀河 NGC 660、UGC 891、UGC 1176、UGC 1195、UGCA 20とともにM74銀河群を形成している。
アメリカのアマチュア天文家ジョン・マラスは「口径4cmのファインダーで見えた。中心部が星状。光度が淡いので、不用意にみると見失う。中心部には星塊。表面構造はよく分かる。見るには低倍率がよい」としている。一般には口径5cmの望遠鏡では見ることは難しい。口径15cmの望遠鏡で、僅かな広がりを感じるようになる。口径20cmになるとたやすく見ることができるようになる。口径30cmの望遠鏡で渦巻き部分の濃淡が分かる程度で、腕を見るためには、口径40cmの望遠鏡を必要とする。口径50cmの望遠鏡では腕をはっきりと見ることができる。
2002年にSN 2002ap、2003年にSN 2003gdと立て続けに超新星が観測された。SN 2002apは日本のアマチュア天文家広瀬洋治が発見したもので、少なくとも太陽質量の40倍もの質量を持つ恒星が超新星爆発を起こした、大変珍しい極超新星である。2013年にもSN 2013ejが発見されている。

## 観測史
1780年の9月末にピエール・メシャンによって発見された。メシャンは「この星雲には星がない。かなり大きく非常に微か。みるのは酷く難しい。よく晴れた霜を置くような夜にははっきりするだろう」と記した。シャルル・メシエは「うお座η星に近い星のない星雲で、1780年9月下旬にメシャンが見たとおりである」とした。ジョン・ハーシェルは1864年のジェネラルカタログに「球状星団で、微かで非常に大きい。中央は周辺から急に明るくなっている。部分的に分解される」とした。1848年にロス卿は「渦状か？渦状という自信がある。中心部は星からできている。たやすく見え、星雲を通じて星がある」と記した。ロス卿により渦巻構造が確認された14の銀河の一つである。

## ギャラリー
M74の画像
- 2022年8月にジェイムズ・ウェッブ宇宙望遠鏡の中間赤外線撮像装置 (MIRI) で撮像されたM74[5]。
- 異なる波長で撮像したM74。左から可視光 (HST)、可視光と赤外線の合成、赤外線 (JWST)。